# Euonthophagus bedeli
Euonthophagus bedeli là một loài bọ cánh cứng trong họ Bọ hung (Scarabaeidae).